# Heinz Wossowski
Heinz Wossowski (* 17. Juni 1937) ist ein deutscher Badmintonspieler.

## Karriere
Heinz Wossowski gewann nach Silber und Bronze 1966 und 1967 in den beiden Folgejahren Gold bei den deutschen Mannschaftsmeisterschaften mit dem 1. BV Mülheim. 1970 erkämpfte er sich Bronze bei den deutschen Einzelmeisterschaften im Herreneinzel.

## Sportliche Erfolge
| Saison    | Veranstaltung                     | Disziplin    | Platz | Name |
| --------- | --------------------------------- | ------------ | ----- | --- |
| 1965/1966 | Deutsche Mannschaftsmeisterschaft | Mannschaft   | 2     | 1. BV Mülheim (Gerhard Kucki, Horst Lösche, Klaus Tetenberg, Heinrich Schäfer, Hans-Dietrich Emmers, Heinz Wossowski, Karin Dittberner, Karin Schäfer) |
| 1966/1967 | Deutsche Mannschaftsmeisterschaft | Mannschaft   | 3     | 1. BV Mülheim (Gerd Kucki, Horst Lösche, Heinrich Schäfer, Heinz Wossowski, Karin Dittberner, Karin Schäfer)                                           |
| 1967/1968 | Deutsche Mannschaftsmeisterschaft | Mannschaft   | 1     | 1. BV Mülheim (Gerd Kucki, Horst Lösche, Heinz-Jürgen Fischer, Heinz Wossowski, Karin Dittberner, Karin Schäfer)                                       |
| 1968/1969 | Deutsche Mannschaftsmeisterschaft | Mannschaft   | 1     | 1. BV Mülheim (Gerd Kucki, Horst Lösche, Karl-Heinz Garbers, Heinz Wossowski, Kurt Link, Heinz-Jürgen Fischer, Karin Dittberner, Karin Schäfer)        |
| 1969/1970 | Deutsche Einzelmeisterschaft      | Herreneinzel | 3     | Heinz Wossowski |